# Phylloscopus canariensis

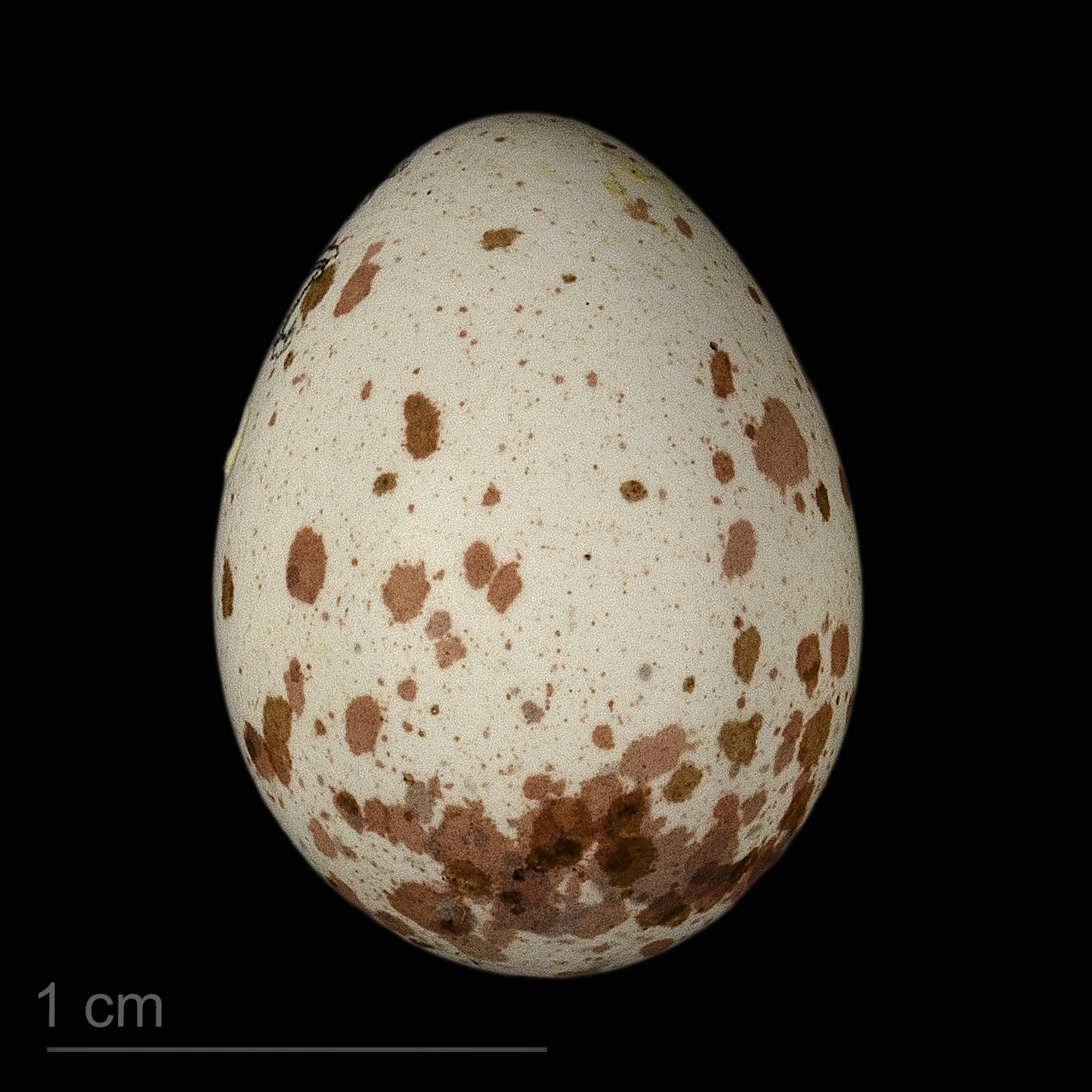
Phylloscopus canariensis - MHNT

El mosquitero canario u hornero (Phylloscopus canariensis) es una especie de ave paseriforme de la familia Phylloscopidae endémica de las islas Canarias. Ha sido considerado durante años como una subespecie del mosquitero común. Las poblaciones de las islas más orientales se extinguieron, las últimas desaparecieron en Haría hacia finales de los años 1980.

## Subespecies
Se reconocen las siguientes subespecies según IOC:
- Phylloscopus canariensis canariensis (Hartwig, 1886) - islas occidentales
- Phylloscopus canariensis exsul Hartert, 1907 - extinto, habitó Fuerteventura y Lanzarote